# Сен-Клер-сюр-Галор
Сен-Клер-сюр-Галор (фр. Saint-Clair-sur-Galaure) — коммуна во Франции, находится в регионе Рона — Альпы. Департамент коммуны — Изер. Входит в состав кантона Руабон. Округ коммуны — Гренобль.
Код INSEE коммуны — 38379. Население коммуны на 1999 год составляло 248 человек. Населённый пункт находится на высоте от 388  до 540  метров над уровнем моря. Муниципалитет расположен на расстоянии около 460 км юго-восточнее Парижа, 65 км юго-восточнее Лиона, 50 км западнее Гренобля. Мэр коммуны — M. Roland Carra, мандат действует на протяжении 2008—2014 гг.
Динамика населения (INSEE):